# Daniel Šarić
Daniel Šarić (* 4. August 1972 in Rijeka) ist ein kroatischer Fußballspieler.

## Karriere

### Klub
Er begann seine Karriere in der Jugend von HNK Rijeka und wechselte aus der U19 zur Saison 1991/92 fest in die erste Mannschaft. Nach Ende der Spielzeit 1992/93 wechselte er nach Spanien zu Sporting Gijón. Nach der Runde 1994/95, zurück in seinem Heimatland, schloss er sich Dinamo Zagreb an. Hier hatte er seine erfolgreichste Zeit und gewann in den folgenden Jahren fünfmal in Folge die kroatische Meisterschaft und dreimal in Folge den Pokal. Zur Saison 2000/01 wechselte er zum griechischen Klub Panathinaikos Athen. Im September 2003 schloss sich nochmals seinem Jugendklub aus Rijeka an und beendete nach der Saison 2006/07 seine Karriere. Bis dahin gewann er noch zweimal den Pokal.

### Nationalmannschaft
Nach der U21 hatte er seinen ersten Einsatz für die kroatische A-Nationalmannschaft am 11. Oktober 1997 bei einem 3:1-Sieg über Slowenien während der Qualifikation für die Weltmeisterschaft 1998 in der Startelf. In den folgenden Jahren kam er bei weiteren Qualifikations- als auch Freundschaftsspielen zum Einsatz.
Sein erstes Turnier war die Weltmeisterschaft 2002. Er kam in allen drei Gruppenspielen zum Einsatz und schied mit der Mannschaft in der Vorrunde aus. Sein letztes Spiel im Nationaldress war ein 0:0 gegen Estland während der Qualifikation für die Europameisterschaft 2004 am 7. September 2002.